# Chaîne des Matheux
De Chaîne des Matheux is een bergketen in het centrum van Haïti. Evenals de Montagnes du Trou d'Eau is het een uitloper van de Sierra de Neiba in de Dominicaanse Republiek. De hoogte loopt op tot 1575 meter. Het gebergte is voor het grootste deel ontbost.